# Burn Case – Geruch des Teufels
Burn Case – Geruch des Teufels (englischer Originaltitel: Brimstone) ist ein Thriller-Roman der US-amerikanischen Autoren Douglas Preston und Lincoln Child. Die Originalausgabe wurde im Jahr 2004 vom New Yorker Verlag Warner Books veröffentlicht. Ein Jahr später erschien die deutsche Übersetzung bei Droemer Knaur. Der Roman bildet den ersten Teil einer Trilogie, die in den folgenden Jahren mit Dark Secret – Mörderische Jagd und Maniac – Fluch der Vergangenheit fortgesetzt wurde.

## Handlung
Die Haushälterin entdeckt die Leiche des Kunstkritikers Jeremy Grove in dessen Haus auf Long Island. Die Todesumstände deuten auf eine spontane menschliche Selbstentzündung hin. Die Untersuchung des Falls wird von Sergeant Vincent D’Agosta und seinem alten Freund Special Agent Aloysius Pendergast geleitet. 
Kurz vor seinem Tod rief Grove den befreundeten Priester Cappi um Hilfe. Da alles auf einen okkulten Einfluss hindeutet, sucht Pendergasts Mündel Constance Green, das einst selbst Opfer satanistischer Experimente wurde, in der Bibliothek nach entsprechenden Informationen.
Pendergast und d’Agosta lernen derweil bei der Gedenkfeier die Gäste von Groves letztem Abendmahl kennen: Lady Milbanke, Jonathan Frederick und Graf Fosco. Letzterer deutet an, dass Grove einen Tag zu früh gestorben sei. Der Verstorbene beschäftigte sich mit satanistischer Literatur und revidierte vor seinem Tod viele Ansichten. Er hatte kurz vor seinem Tod Telefonate mit Locke Bullard und Nigel Cutforth geführt und nach einem gewissen Ranier Beckmann gesucht. Cutforth und Bullard werden ermittelt und verweigern eine Aussage. Letzterer lässt d’Agosta jedoch von zwei Auftragsmördern verfolgen. Pendergast erfährt von Fosco, dass dieser ein Bastler ist und dass Grove einiges wiedergutmachen wollte. Nachdem Constance eine Verbindung zu Faust hergestellt hat, gibt es ein weiteres Opfer und in New York City entsteht eine Weltuntergangsstimmung.
Cutforth stirbt auf die gleiche Weise wie Grove. Am Tatort kommt es zum Wiedersehen mit Captain Laura Hayward. Nach diesem zweiten Todesfall befürchten religiöse Fanatiker das Ende der Welt. Der Sensationsjournalist Bryce Harriman, der als Rivale von Bill Smithback bekannt wurde, interviewt den Mystiker Dr. von Menck. Nach dessen Theorie muss New York wegen seiner Sünden verbrennen und der Goldene Schnitt weist auf das aktuelle Jahr 2004 hin.
Inzwischen hat Pendergast zusammen mit d’Agosta, der sich in Hayward verliebt, den Industriellen Bullard von dessen Yacht Stormcloud zum Verhör geschleppt, was Bullard dazu veranlasst, den Killer Vasquez auf Pendergast anzusetzen. Fosco weist auf eine Verbindung zwischen Grove, Cutforth, Bullard und Beckmann hin und Pendergast erfährt von einem CIA-Mitarbeiter, dass Bullards Leute in Italien im chinesischen Auftrag an spezialbeschichteten Raketen arbeiten, die den Abwehrschild der USA überwinden können. Nachdem sie das Telefon abgehört haben, fahren Pendergast und d’Agosta zu einem Treffen zwischen Bullards Handlangern und den Chinesen, das im Feuergefecht endet.
Der selbsternannte Reverend Wayne Buck predigt nach der Lektüre von Harrimans Artikel im Central Park vor Hunderten von Fanatikern. Nachdem die Leiche des bereits verstorbenen Beckmann exhumiert wurde und Vasquez’ Attentat gescheitert ist, findet Pendergast in Beckmanns Nachlass ein Gruppenfoto, das den Toten zusammen mit Bullard, Grove und Cutforth 1974 in Florenz zeigt. Bevor Pendergast zusammen mit d’Agosta nach Florenz fliegt, erzählt er von seinem wahnsinnigen Bruder Diogenes.
Bei einem Einbruch auf Bullards Firmengelände in Florenz werden die beiden Ermittler erwischt, können aber fliehen. Kurz danach finden sie die Leiche des Industriellen, der ebenfalls unter teuflischem Einfluss starb, und ein Pferdehaar. Der Geigen-Experte Luigi Spezi erzählt ihnen etwas über die berühmte Stormcloud von Stradivari. In einem Kloster vor der Stadt wird Pater Zenobi ermordet, bei dem Beckmann 1974 beichtete. Nachdem Pendergast und d’Agosta die Leiche von Carlo Vanni untersucht haben, die nach Recherchen des Colonnello Esposito dem Mörder als Versuchsobjekt gedient haben könnte, fahren sie auf die Insel Capraia. Dort lebt Lady Viola Maskelene, deren Urgroßvater zuletzt die Stormcloud spielte. Sie hat eine Einladung für Pendergast von Graf Fosco, dessen Familie die Geige besitzt.
In seiner Burg erzählt der Graf, wie er für seine drei Freunde 1974 einen Teufelspakt inszenierte. Bullard wollte die Oberflächenstruktur der Stormcloud für seine Raketen nutzen. Fosco ermordete zuerst Grove und Cutforth, um Bullard einzuschüchtern und trieb dann Bullard in den Tod. Während Hayward den Reverend Buck, der sich für Jesus hält, mit angeblichen römischen Soldaten aus dem Central Park holt, demonstriert Fosco seine mit Mikrowellen arbeitende Waffe. Pendergast erpresst ihn mit dem Wissen, dass Fosco gegen die Regeln des Geheimbundes Comitatus Decimus verstieß, doch Fosco stiehlt den verräterischen Brief.
Pendergast und d’Agosta können zunächst aus der Burg fliehen, werden draußen allerdings von Hunden gestoppt, denen sich Pendergast stellt. Als d’Agosta mit Esposito zur Burg zurückkehrt, ist Pendergast im Keller eingemauert und alle Spuren sind verschwunden. Fosco fühlt sich bereits sicher, aber d’Agosta sorgt schließlich dafür, dass er ebenso stirbt wie seine Opfer. Pendergast wird im Epilog von seinem Bruder Diogenes aus der Einmauerung befreit und kehrt im nächsten Band, Dark Secret, zurück.

## Hintergrund
Das Phänomen der spontanen menschlichen Selbstentzündung, darunter auch der im Roman angesprochene Fall der Mary Reeser, ist bis heute umstritten und gilt wegen fehlender Beweise als moderne Sage. Ebenso fiktiv ist das apokalyptische Szenario, bei dem einige historische Katastrophen mit Hilfe des Goldenen Schnitts so kombiniert werden, dass New York genau im Jahr 2004, als das Buch erschien, untergehen soll. Zum Mittelpunkt eines von Panik getriebenen Menschenauflaufs wird – wie bereits in Attic – Gefahr aus der Tiefe – der Central Park. In diesem früheren Roman tauchte auch erstmals Laura Hayward auf. Bryce Harriman spielte in den ersten beiden Pendergast-Romanen eine Rolle als Rivale von Bill Smithback. Für die Figur des Grafen Fosco bedienten sich die Autoren hingegen, wie sie selbst zugeben, in einem anderen Roman: Die Frau in Weiß von Wilkie Collins. Sie betrachten es als Tribut an einen Klassiker.